# Мустафа, Файед
Фаед Мустафа (араб. فائد خالد عبد مصطفى‎; род. 23 июля 1965 года, Дейр Балут, Палестина) — палестинский дипломат, нынешний посол Палестины в Турции. 17 июня 2015 года вручал верительные грамоты Президенту Турции Реджепу Тайипу Эрдогану.
Ранее  был послом Палестины в России. 16 декабря 2009 года вручал верительные грамоты Президенту РФ Дмитрию Медведеву. Работал в России до 28 мая 2015 года.

## Биография
Фаед Мустафа (араб. فائد خالد عبد مصطفى‎) родился 23 июля 1965 года в Дейр Балут, Палестина. В 1987 году получил степень бакалавра по экономике и администрированию в Университете «Ярмук» в Иордании. Учился по специальности «история» (научный руководитель – Е. М. Савичева) на факультете гуманитарных и социальных наук Российского университета дружбы народов (РУДН). В 2001 году закончил учебу, получив степень магистра истории.
В дальнейшем, в 2001 — 2005 годах учился в аспирантуре Российского университета дружбы народов. Защитил кандидатскую диссертацию по специальности "международные отношения". Получил ученую степень PhD. Желая повысить образовательный уровень, учился в Палестине на курсах повышения квалификации в области дипломатии и стратегии.
С 1994 года начал работать в государственных структурах Палестинской Национальной Администрации. Владея русским языком, в 1998 году устроился на работу в Посольство Государства Палестина в Российской Федерации. С 2003 года работал в должности Консула Посольства Государства Палестина в РФ. В дальнейшем работал заместителем Посла в Посольстве Государства Палестина в РФ (2008), помощником министра иностранных дел ПНА по делам Восточной Европы в ранге Посла в Министерстве иностранных дел Палестины в Рамаллахе (2009), Чрезвычайный и Полномочный Посол Государства Палестина в РФ (16 декабря 2009 года — 28 мая 2015 года).
Фаед Мустафа — автор нескольких статей, посвященных развитию палестино-российских отношений. Призывал к восстановлению границ 1967 года с Израилем и палестинскими территориями.
С июня 2015 года работает Послом государства Палестина в Турции. Женат, имеет троих детей.

## Награды
- Нагрудный знак «За взаимодействие» (Министерство иностранных дел Российской Федерации, 2015)[5].
- Награжден Орденом Горчакова 2-й степени за выдающиеся заслуги и большой личный вклад в сотрудничество между Палестиной и Россией (2007).